# Campeonato do Mundo B de Hóquei em Patins de 1984
O Campeonato do Mundo B de Hóquei Patins de 1984 Foi a 1ª edição do Campeonato do Mundo B de Hóquei em Patins, que se realiza a cada dois anos. É uma competição organizada pela FIRS (Federação Internacional de Desportos sobre patins) que apura os 3 primeiros classificados para o Campeonato do Mundo de Hóquei em Patins Masculino de 1986. A competição ocorreu em Paris, França entre os dias 17 de Novembro e 24 de Novembro.
Até ao XXV Campeonato Mundial de Hóquei patins em 1982, as inscrição dos participantes era livre. Nessa última edição, havia um total de vinte equipes. Em função das grandes diferenças de nível técnico(grandes goleadas) entre os participantes, o CIRH decidiu dividir as selecções em 1984 em dois grupos: um campeonato com os dez primeiros no Campeonato Mundial de 1982 e outro "B", em que poderia participar todas as selecções, bastando-se inscrever. 
Ambos os campeonatos são disputados em anos pares e estavam ligados entre si por um sistema de promoção e despromoção, de modo que os três primeiros do Mundial B subiam para o próximo Mundial A, e, inversamente, as três últimas equipes do Mundial A são relegados para a próxima edição do Mundial B. Assim, após o primeiro Campeonato Mundial de B, os três primeiros colocados no Campeonato Mundial B participariam  no Mundial em 1986; no entanto, a Bélgica desistiu e em seu lugar participou o quarto classificado do Mundial B, Angola.

## Inscritos
Estão representados os cinco continentes na primeira edição do Campeonato do Mundo B de Hóquei em Patins.
| Continente | Pais       | Continente | Pais     | Continente | Pais          |
| ---------- | ---------- | ---------- | -------- | ---------- | ------------- |
| Europa     | França     | Asia       | Japão    | Africa     | Angola        |
| Europa     | Bélgica    | Asia       | Macau    | Oceania    | Austrália     |
| Europa     | Inglaterra | Americano  | Colômbia | Oceania    | Nova Zelândia |
| Europa     | Irlanda    | Americano  | México   |            |               |

## Fase final
| CAMPEÃO DO MUNDO DE HÓQUEI EM PATINS B 1984 |
| ------------------------------------------- |
| FRANÇA PRIMEIRO TITULO                      |

| Time          | J  | V | E | D | GP | GC  | SG   | Pts |
| ------------- | -- | - | - | - | -- | --- | ---- | --- |
| França        | 10 | 8 | 1 | 1 | 70 | 16  | +54  | 25  |
| Bélgica       | 10 | 8 | 1 | 1 | 74 | 16  | +58  | 25  |
| Inglaterra    | 10 | 7 | 1 | 2 | 50 | 13  | +37  | 22  |
| Angola        | 10 | 6 | 2 | 2 | 61 | 17  | +44  | 20  |
| Colômbia      | 10 | 6 | 1 | 3 | 45 | 29  | +16  | 19  |
| Austrália     | 10 | 5 | 3 | 2 | 62 | 16  | +46  | 18  |
| Nova Zelândia | 10 | 3 | 2 | 5 | 37 | 43  | −6   | 11  |
| México        | 10 | 3 | 1 | 6 | 38 | 49  | −11  | 10  |
| Macau         | 10 | 1 | 1 | 8 | 18 | 81  | −63  | 4   |
| Japão         | 10 | 0 | 2 | 8 | 14 | 78  | −64  | 2   |
| Irlanda       | 10 | 0 | 1 | 9 | 13 | 124 | −111 | 1   |

|               | FRA | BEL  | ING | ANG | COL | AUS | NZL  | MEX  | MAC  | JPN  | IRL  |
| ------------- | --- | ---- | --- | --- | --- | --- | ---- | ---- | ---- | ---- | ---- |
| França        | –   | 5–1* | 4–1 | 2–3 | 3–0 | 1–1 | 12–6 | 5–1  | 10–0 | 8–1  | 20–2 |
| Bélgica       |     | –    | 4–1 | 1–0 | 8–2 | 2–2 | 5–0  | 9–5  | 15–1 | 12–0 | 17–0 |
| Inglaterra    |     |      | –   | 1–1 | 2–0 | 2–1 | 5–0  | 3–2  | 11–1 | 9–0  | 15–0 |
| Angola        |     |      |     | –   | 3–4 | 2–2 | 3–2  | 8–5  | 12–0 | 12–0 | 17–0 |
| Colômbia      |     |      |     |     | –   | 5–2 | 5–5  | 5–3  | 8–0  | 11–2 | 5–1  |
| Austrália     |     |      |     |     |     | –   | 9–1  | 10–0 | 10–1 | 7–2  | 18–0 |
| Nova Zelândia |     |      |     |     |     |     | –    | 1–1  | 4–0  | 4–2  | 14–1 |
| México        |     |      |     |     |     |     |      | –    | 6–5  | 9–1  | 6–2  |
| Macau         |     |      |     |     |     |     |      |      | –    | 2–2  | 8–3  |
| Japão         |     |      |     |     |     |     |      |      |      | –    | 4–4  |
| Irlanda       |     |      |     |     |     |     |      |      |      |      | –    |

- Houve um empate, na classificação Final. O desempate foi feito no resultado entre si. A  França ganhou a  Bélgica 5-1

## Classificação final
| 1. França*       |
| 2. Bélgica       |
| 3. Inglaterra    |
| 4. Angola        |
| 5. Colômbia*     |
| 6. Austrália     |
| 7. Nova Zelândia |
| 8. México        |
| 9. Macau         |
| 10. Japão        |
| 11. Irlanda      |